# مطالعات بازار
مطالعات بازار در پی شناسایی و گردآوری و تجزیه و تحلیل آن دسته از اطلاعاتی برمی‌آید که به فرصت‌های بهتری در ارائه و عرضه کالا یا خدمات خاصی می‌انجامد یا مشکلات و تهدیدهای پیش روی بازاریابی کالا یا خدمات خاصی را تبیین کرده و راهکارهای برون رفت از مشکلات را ارائه می‌دهد. مطالعات بازار امری حیاتی برای بنگاه‌های اقتصادی و تجاری به‌شمار می‌رود. از این طریق شرکت‌ها می‌توانند از یک فرصت تجاری جدید استفاده کنند و مشتریان فعلی خود را افزایش دهند. پی بردن به نقاط ضعف در بازار، رضایت مشتری را بیمه کرده و اقدامات بازاریابی مؤثر را برای مشتریان برنامه‌ریزی می‌کند. مطالعات بازار می‌تواند اطلاعاتی را در مورد وضعیت بازار رقبا فراهم کند که این خود باعث افزایش قدرت رقابتی و افزایش سود بنگاه می‌شود.
مدیران بنگاه‌ها و شرکت‌ها برای این که بتوانند اطلاعات دقیق‌تری از مشتریان یا رقبا یا دیگر نیروهای موجود در بازار به دست آورند، دست به انجام تحقیقات بازاریابی می‌زنند. گام‌های اجرایی در تحقیقات بازاریابی شامل شش مرحله اصلی است که عبارتند از: تحقیق مختصر اولیه، تهیه طرح تحقیق، تنظیم برنامه اجرایی، جمع‌آوری داده‌ها، آماده‌سازی و تحلیل داده‌ها و تهیه گزارش تحقیق.

## کلینیک محصول نوعی از تحقیقات بازاریابی
کلینیک محصول نوعی از تحقیقات بازاریابی است که با هدف شناخت نظرات مشتریان از محصولات و خدمات جدید یا قدیم شرکت انجام می‌گیرد.
کلینیک محصول درصدد یافتن نظرات مشتریان با در نظر گرفتن همه اصول مربوط به تحقیق بازار است. در کلینیک محصول، محصولات شرکت در معرض بازدید مشتریان احتمالی قرار می‌گیرد و آن‌ها نسبت به محصولات و خدمات شرکت اظهارنظر می‌کنند. این اظهارنظرها در مقاطع مختلف تولید و عرضه محصول مورد استفاده شرکت‌ها قرار گرفته و شرکت‌ها را در ارائه خدمات بهتر و مناسب‌تری یاری می‌رساند. کلینیک محصول بازوی مناسبی در جهت ارتقای سطح توانمندی بازاریابی شرکت‌ها است و با دقت بالایی می‌تواند نظرات مشتریان احتمالی را به شرکت منتقل کند.
کلینیک همچنین می‌تواند با هزینه‌ای اندک، جلوی شکست‌های چندین میلیاردی شرکت‌ها را بگیرد و سهم بازار آن‌ها را افزایش دهد. کلینیک محصول می‌تواند اهداف متعددی داشته باشد که عبارتند از:
- دریافت اطلاعات مشتریان و دستیابی به تقسیم بازار
- شناسایی ویژگی محصولات ایده‌آل از نگاه مشتریان
- بررسی رفتار خرید
- بررسی رقبا
- تحلیل ماتریس SWOT (نقاط قوت، ضعف، فرصت‌ها و تهدید) محصولات شرکت
- مقایسه محصولات شرکت با رقبا
- ارزیابی ترجیحات خرید و قدرت برند در ذهن مشتریان
- ارزیابی روش‌های فروش و توزیع مؤثر محصولات
- قیمت‌گذاری محصولات بر اساس رفتار بازار
- مؤثرترین روش‌های ترویجی و تبلیغی
- دریافت اطلاعات احساسی مشتریان
- تمایل به خرید
- پیش‌بینی تقاضا
- و…
باید خاطرنشان کرد دستیابی به همه اهداف ذکر شده یا اهدافی که ممکن است بنا به نیاز هر سازمانی تعریف شود، ممکن است در کلینیک محصول مقدور نباشد، اما کلینیک محصول فرصتی را فراهم خواهد آورد که نظرات مشتریان دریافت شده و حتی الامکان حضور در بازار براساس خواست مشتریان باشد.
در سال های اخیر علم نورومارکتینگ نیز به کمک تحقیقات بازار آمده و نقش پررنگی در بهبود روش های منسوخ و قدیمی داشته و باعث افزایش بازدهی هزینه های تبلیغات و بازاریابی شده است.